# Procliano (prefeito do Egito)
Procliano (em latim: Proclianus) foi um oficial administrativo romano do século IV, ativo durante o reinado conjunto dos imperadores Valentiniano I (r. 364–375) e Valente I (r. 364–378). Nativo da Macedônia, aparece pela primeira vez nas fontes em 365 quando provavelmente exerceu a função de governador de Eufratense. Nesse ano estava em Cirro e recebeu uma carta do sofista Libânio solicitando ajuda com um curial local. Mais adiante, entre 366-367, serviu como prefeito do Egito.